# 古賀輝
古賀輝（日语：／ Koga Akira，1994年3月8日—），日本男子羽毛球運動員，亦為現役日本國家羽毛球隊（A隊）成員。埼玉縣出生，畢業於埼玉栄中学校、埼玉栄高校及早稲田大学，現隸屬於NTT東日本株式會社関信越企画部（埼玉），並為該社的羽毛球隊成員，隊員編號11號。其弟弟古贺穗亦为日本国家羽毛球队成员。

## 簡歷
2015年4月，古賀輝与齋藤太一出戰大阪羽毛球國際挑戰賽，在男雙準决赛以1比2（13-21、21-15、16-21）不敌赛会2号种子、同胞的數野健太/山田和司。随后7月，古賀輝代表日本（早稻田大學）出戰韓國光州市舉行的世界大學生運動會羽毛球比賽。

## 主要比賽成績
只列出曾進入準決賽的國際賽事成績：
| 年份   | 賽事                     | 公開賽級別 | 項目     | 拍檔     | 成績   |
| ------ | ------------------------ | ---------- | -------- | -------- | ------ |
| 2012年 | 亞洲青年羽毛球錦標賽     | 其他       | 混合團體 | －       | 冠軍   |
| 2012年 | 世界青年羽毛球錦標賽     | 其他       | 混合團體 | －       | 亞軍   |
| 2015年 | 大阪羽毛球國際挑戰賽     | 國際挑戰賽 | 男子雙打 | 齋藤太一 | 準決賽 |
| 2018年 | 西班牙羽毛球大師賽       | 超級300賽  | 男子雙打 | 齋藤太一 | 準決賽 |
| 2018年 | 南澳洲羽毛球國際賽       | 國際挑戰賽 | 男子雙打 | 齋藤太一 | 冠軍   |
| 2018年 | 雪梨羽毛球國際賽         | 國際系列賽 | 男子雙打 | 齋藤太一 | 準決賽 |
| 2019年 | 泰國羽毛球大師賽         | 超級300賽  | 男子雙打 | 齋藤太一 | 準決賽 |
| 2019年 | 奧爾良羽毛球大師賽       | 超級100賽  | 男子雙打 | 齋藤太一 | 亞軍   |
| 2019年 | 秋田羽毛球大師賽         | 超級100賽  | 男子雙打 | 齋藤太一 | 亞軍   |
| 2019年 | 印尼瑪琅市長羽毛球大師賽 | 超級100賽  | 男子雙打 | 齋藤太一 | 亞軍   |
| 2020年 | 亞洲羽毛球團體錦標賽     | 其他       | 男子團體 | －       | 季軍   |
| 2021年 | 蘇迪曼盃                 | 其他       | 混合團體 | －       | 亞軍   |
| 2021年 | 湯姆斯盃                 | 其他       | 男子團體 | －       | 季軍   |
| 2021年 | 印尼羽毛球公開賽         | 超級1000賽 | 男子雙打 | 齋藤太一 | 準決賽 |
| 2022年 | 湯姆斯盃                 | 其他       | 男子團體 | －       | 季軍   |
| 2023年 | 德國羽球公開賽           | 超級300賽  | 男子雙打 | 齋藤太一 | 準決賽 |
| 2023年 | 蘇迪曼盃                 | 其他       | 混合團體 | －       | 季軍   |
| 2023年 | 加拿大羽毛球公開賽       | 超級500賽  | 男子雙打 | 齋藤太一 | 準決賽 |
| 2023年 | 亞洲運動會羽毛球比賽     | 其他       | 男子團体 | －       | 銅牌   |
| 2023年 | 賽義德·莫迪羽毛球國際賽  | 超級300賽  | 男子雙打 | 齋藤太一 | 亞軍   |
| 2024年 | 亞洲羽毛球團體錦標賽     | 其他       | 男子團體 | －       | 季軍   |
| 2025年 | 墨西哥羽毛球國際挑戰賽   | 國際挑戰賽 | 男子雙打 | 川島直也 | 準決賽 |
| 2025年 | 墨西哥羽毛球國際挑戰賽   | 國際挑戰賽 | 混合雙打 | 今井優步 | 冠軍   |
| 2025年 | 北馬里亞納羽毛球國際賽   | 國際系列賽 | 男子雙打 | 川島直也 | 亞軍   |
| 2025年 | 北馬里亞納羽毛球國際賽   | 國際系列賽 | 混合雙打 | 今井優步 | 亞軍   |
| 2025年 | 北馬里亞納羽毛球公開賽   | 國際挑戰賽 | 男子雙打 | 川島直也 | 準決賽 |
| 2025年 | 北馬里亞納羽毛球公開賽   | 國際挑戰賽 | 混合雙打 | 今井優步 | 冠軍   |
| 2025年 | 塞班島羽毛球國際賽       | 國際挑戰賽 | 男子雙打 | 川島直也 | 冠軍   |
| 2025年 | 塞班島羽毛球國際賽       | 國際挑戰賽 | 混合雙打 | 今井優步 | 準決賽 |

| 2007-2017年 | 首要超級賽 | 超級賽 | 黃金大獎賽 | 大獎賽 | 國際挑戰賽 | 國際系列賽 | 未來系列賽 | 其他 |

| 2018-2026年 | 總決賽 | 超級1000賽 | 超級750賽 | 超級500賽 | 超級300賽 | 超級100賽 | 國際挑戰賽 | 國際系列賽 | 未來系列賽 | 其他 |

### 奧運會和世錦賽參賽紀錄
|          | 搭檔     | 2021 | 2022 | 2023 |
| -------- | -------- | ---- | ---- | ---- |
| 男子雙打 | 齋藤太一 | 32強 | 16強 | 32強 |